# Tristan Rivière
Tristan Rivière (Brest, 26 de noviembre de 1967) es un matemático y catedrático universitario francés. 

## Biografía
Rivière estudió en la Universidad Pierre y Marie Curie. Actualmente es profesor en la Escuela Politécnica Federal de Zúrich. 
Rivière es un experto en el cálculo de variaciones y ecuaciones en derivadas parciales. Ha realizado importantes contribuciones al campo del análisis geométrico.
Fue galardonado con la medalla de bronce de los CNRS francés en 1996 y la Medalla Stampacchia en 2003.
Participó como conferenciante en el Congreso Internacional de Matemáticos en el año 2002.